# John Wigren
John Erik Wigren, född den 6 mars 1916 i Härnösand, död där den 13 april 2012, var en svensk ämbetsman.
Wigren avlade juris kandidatexamen vid Uppsala universitet 1948. Han blev extra ordinarie länsbokhållare i Västernorrlands län 1950, förste taxeringsinspektör där 1953, förste länsnotarie i Kalmar län 1958, biträdande taxeringsintendent i Kopparbergs län 1960, förste länsassessor i Stockholms län 1962, landskamrerare där 1968 och länsråd 1971. Wigren blev tillförordnad budgetsekreterare i Inrikesdepartementet 1961 och kansliråd där 1965. Han blev riddare av Nordstjärneorden 1968 och kommendör av samma orden 1974. Wigren vilar på Härnösands gamla kyrkogård.